# Venator
Venator là một chi nhện trong họ Lycosidae.